# Eremopeza festiva
Eremopeza festiva är en insektsart som först beskrevs av Henri Saussure 1884.  Eremopeza festiva ingår i släktet Eremopeza och familjen Pamphagidae. Inga underarter finns listade i Catalogue of Life.